# Komoro
Komoro (jap. 小諸市 Komoro-shi) – miasto w środkowej części wyspy Honsiu w Japonii w prefekturze Nagano.

## Położenie
Miasto położone we wschodniej części prefektury Nagano. Miasto graniczy z:
- wsią Tsumagoi w prefekturze Gunma od północy;
- miasteczkem Miyota od wschodu;
- Saku od południa;
- Tōmi od zachodu.

## Historia
- Miasto znajduje się na terenie dawnej prowincji Shinano (istniała do 1871 r.).

## Transport

### Drogowy
- Autostrada Jōshinetsu
- Drogi krajowe Nr 18: do Takasaki i Joetsu oraz 141, 142.

### Kolejowy
- JR:
  - Linia Koumi: do Hokuto
- Koleje Shinano:
  - Linia Shinano z Karuizawa do Nagano